# Arrecifes
Arrecifes – miasto w Argentynie, w prowincji Buenos Aires. Centrum administracyjne Partido Arrecifes. Znajduje się 176 km na północny zachód od Buenos Aires. W 2001 r. miasto zamieszkiwało 28 336 osób

Oficjalnie miejscowość otrzymała prawa miejskie w 1950 r.

W mieście działa klub piłkarski Club Atlético Almirante Brown.

## Znani ludzie urodzeni w Arrecifes
- Juan Cruz Álvarez – kierowca wyścigowy.
- Norberto Fontana – kierowca wyścigowy.
- José Froilán González – kierowca wyścigowy. Wicemistrz świata Formuły 1 z 1954 roku.
- Pablo Zabaleta – piłkarz, reprezentant Argentyny (posiada również obywatelstwo Hiszpanii).